# Hardin County (Tennessee)
Das Hardin County ist ein County im US-amerikanischen Bundesstaat Tennessee. Das U.S. Census Bureau hat bei der Volkszählung 2020 eine Einwohnerzahl von 26.831 ermittelt. Der Verwaltungssitz (County Seat) ist Savannah.

## Geografie
Das County liegt im Südwesten von Tennessee beiderseits des Tennessee River und grenzt im Süden an Mississippi und Alabama. Es hat eine Fläche von 1544 Quadratkilometern, wovon 48 Quadratkilometer Wasserfläche sind. An das Hardin County grenzen folgende Nachbarcountys:
| Chester County | Henderson County, Decatur County |                             |
| McNairy County |                                  | Wayne County                |
|                | Tishomingo County (Mississippi)  | Lauderdale County (Alabama) |

## Geschichte

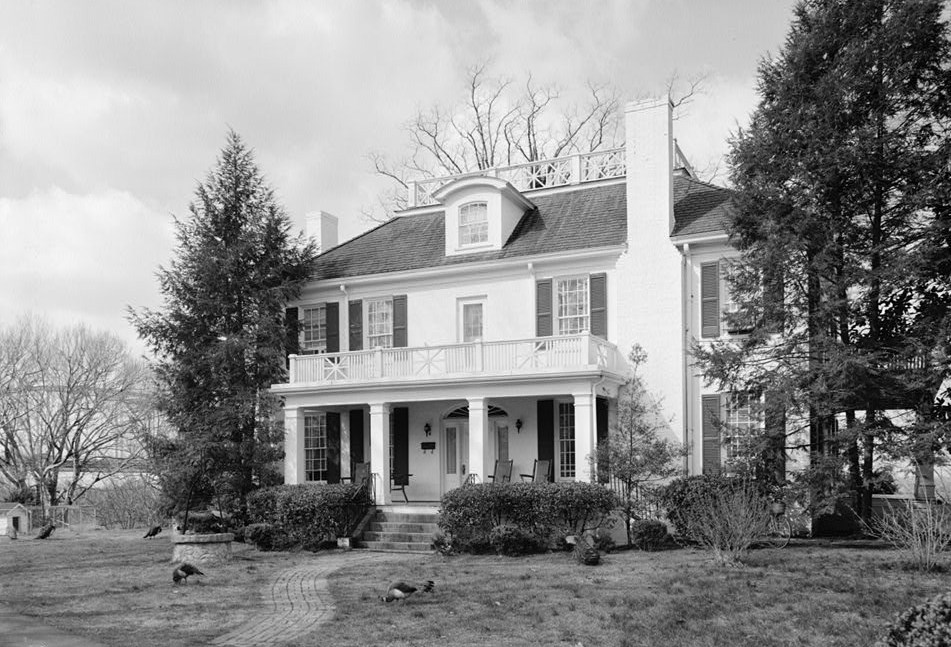
Die im NRHP als historisch gelistete Cherry Mansion

Das Hardin County wurde am 13. November 1819 aus Chickasaw-Land gebildet. Benannt wurde es nach Joseph Hardin (1734–1801), einem Soldaten in der Kontinentalarmee und Abgeordneten in der gesetzgebenden Versammlung des Südwest-Territoriums.

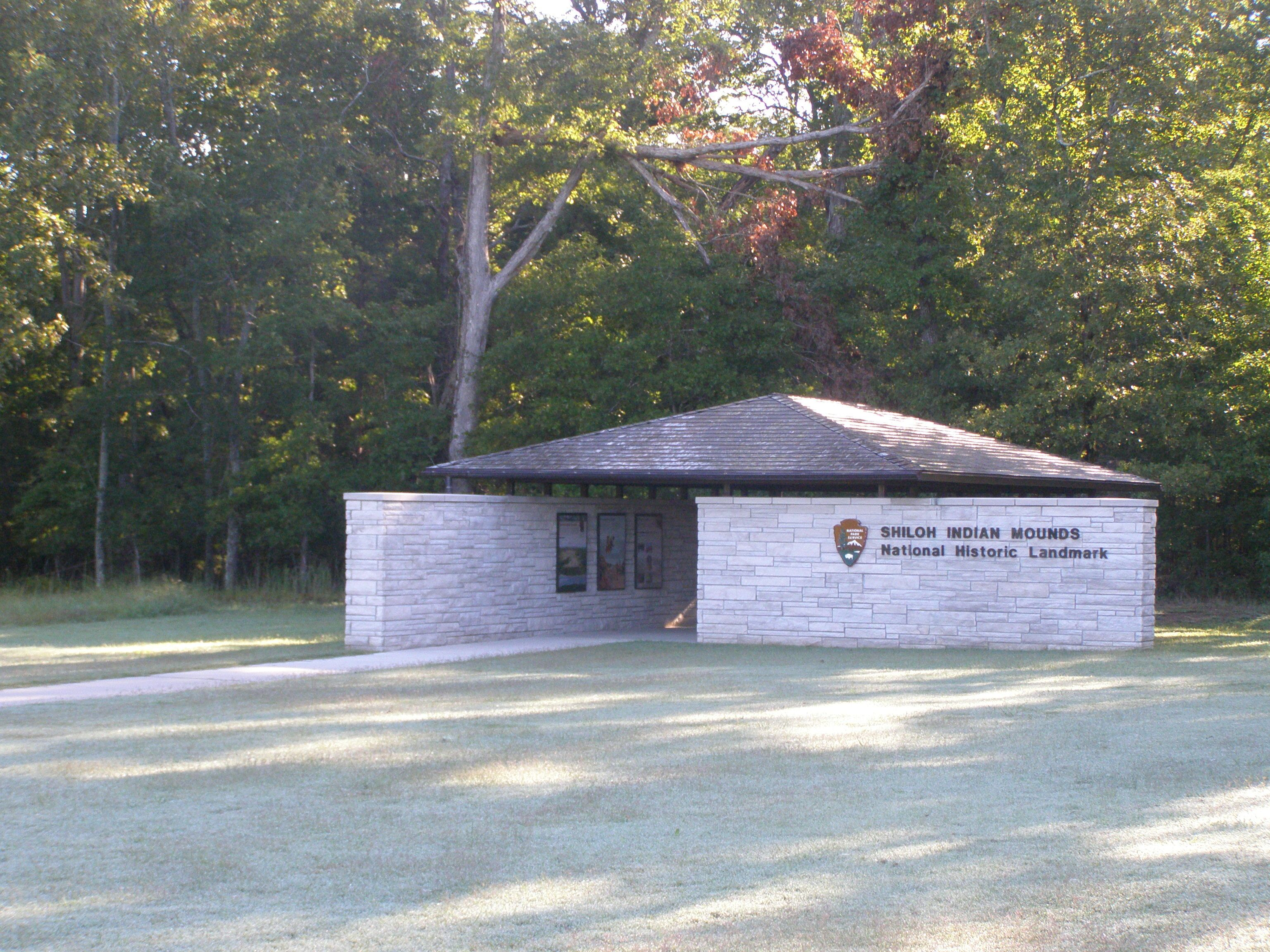
Informationszentrum Shiloh Indian Mounds Site (2010)

Ein Ort im County hat den Status einer National Historic Landmark, die Shiloh Indian Mounds Site. Neun Bauwerke und Stätten des Countys sind im National Register of Historic Places (NRHP) eingetragen (Stand 16. August 2018).

## Demografische Daten
Nach der Volkszählung im Jahr 2010 lebten im Hardin County 26.026 Menschen in 10.505 Haushalten. Die Bevölkerungsdichte betrug 17,4 Einwohner pro Quadratkilometer. In den 10.505 Haushalten lebten statistisch je 2,46 Personen.
Ethnisch betrachtet setzte sich die Bevölkerung zusammen aus 94,0 Prozent Weißen, 3,8 Prozent Afroamerikanern, 0,3 Prozent amerikanischen Ureinwohnern, 0,4 Prozent Asiaten sowie aus anderen ethnischen Gruppen; 1,4 Prozent stammten von zwei oder mehr Ethnien ab. Unabhängig von der ethnischen Zugehörigkeit waren 2,0 Prozent der Bevölkerung spanischer oder lateinamerikanischer Abstammung.
21,1 Prozent der Bevölkerung waren unter 18 Jahre alt, 59,9 Prozent waren zwischen 18 und 64 und 19,0 Prozent waren 65 Jahre oder älter. 51,4 Prozent der Bevölkerung war weiblich.

Das jährliche Durchschnittseinkommen eines Haushalts lag bei 30.732 USD. Das Pro-Kopf-Einkommen betrug 18.122 USD. 20,7 Prozent der Einwohner lebten unterhalb der Armutsgrenze.

## Ortschaften im Hardin County
Citys
- Crump
- Savannah

Towns
- Adamsville1
- Milledgeville2
- Saltillo

Census-designated places (CDP)
- Olivet
- Walnut Grove

Unincorporated Communities
| - Austin - Belle Meade - Bethlehem - Box Elder - Bruton Branch - Big Ivy - Bucktown - Caney Hollow | - Cerro Gordo - Center Star - Centerview - Childers Hill - Counce - Crossroads - Crowtexas - Damon | - Five Forks - Gillises Mills - Grandview - Hamburg - Havana - Hinkle - Holiday Hills - Holtsville | - Hookers Bend - Hurley - Lebanon - Lowreyville - Maddox - Morris Chapel - New Harmony - New Hope | - New Town - Nixon - Oak Grove - Olivehill - Phillips - Pittsburg Landing - Pollards Mill - Pyburn | - Red Sulphur Springs - River Heights - Shady Grove - Shiloh - Southside - Stout - Swift - Thompson Crossroads | - Walkertown - West Hima - Winn Springs |

1 – teilweise im McNairy County

2 – teilweise im Chester und im McNairy County

## Gliederung
Das Hardin County ist in zehn durchnummerierte Distrikte eingeteilt:
| Distrikt | Einwohner (2010) | FIPS     |
| -------- | ---------------- | -------- |
| 1        | 2962             | 47-90072 |
| 2        | 2548             | 47-90262 |
| 3        | 2589             | 47-90452 |
| 4        | 2558             | 47-90642 |
| 5        | 2501             | 47-90832 |
| 6        | 2760             | 47-91022 |
| 7        | 2661             | 47-91212 |
| 8        | 2508             | 47-91402 |
| 9        | 2452             | 47-91592 |
| 10       | 2487             | 47-91782 |